# ويليام الكسندر بارسونز مارتن
ويليام الكسندر بارسونز مارتن (بالإنجليزية: William Alexander Parsons Martin)‏ هو مترجم ومبشر أمريكي، ولد في 10 أبريل 1827 في ليفونيا في الولايات المتحدة، وتوفي في 17 ديسمبر 1916.